# Aleksandr Uliánov
Aleksandr Ilich Uliánov (en ruso: Александр Ильич Ульянов; 12 de abril de 1866-20 de mayo de 1887) fue un revolucionario ruso, hermano mayor de Vladímir Ilich Uliánov (Lenin).

## Biografía
Hijo de Iliá Uliánov (1831-1886) y María Blank (1835-1916), y mayor de 5 hermanos (junto a Dmitri, Maria, Anna y Vladímir), Aleksandr Uliánov se graduó en el colegio de Simbirsk en 1883 con medalla de oro y entró en la Universidad de San Petersburgo, donde se licenció en ciencias naturales y obtuvo otra medalla de oro por su trabajo en la zoología. En la universidad participó en reuniones ilegales y manifestaciones, además de pronunciación discursos a estudiantes y trabajadores. En 1886, se convirtió en miembro de la facción guerrillera Naródnaya Volia (Voluntad del Pueblo). 
En 1887 integró un grupo que intentó asesinar al zar Alejandro III, motivo por el cual fue ahorcado en Shlisselburg en 1887. Su ejecución tuvo un gran impacto en su hermano Vladímir y potenció bastante su odio por el gobierno zarista. Lenin se convertiría unos cuantos años después en el líder de los bolcheviques y creador de la Unión Soviética.

## Reconocimiento
Un asteroide, (2112) Ulyanov, descubierto el 13 de julio de 1972 por la astrónoma soviética Tamara Smirnova fue llamado con su nombre.